# Ruta Nacional 65A (Colombia)
La Ruta Nacional 65A es una ruta troncal nacional cuyo trazado pretende unir a la Ruta 65 entre San Vicente del Caguán y Granada como parte de la Troncal Marginal de la Selva. Actualmente esta ruta no se encuentra construida en su totalidad.         
En la Resolución 3700 de 1995 se establecieron 3 tramos, los cuales los 2 primeros quedaron sin definir y solo el último se encontraba definido entre Jardín de las Peñas, un corregimiento del municipio de Mesetas y Granada donde cruza con la Ruta 65. Con la Resolución 5471 de 1999 Se eliminaron 2 de los 3 tramos y se dejó uno que va desde el municipio de La Uribe hasta Granada. 
La Ruta definida actualmente tiene unos 109.77 km de los Cuales solo unos 34 kilómetros se encuentran pavimentados (Entre Granada y Mesetas). Entre Mesetas y La Uribe la vía se encuentra en un estado regular haciéndose más complicada en la estación lluviosa. Este sector es uno de los más olvidados del país y durante mucho tiempo fue uno de los refugios históricos de las Fuerzas Armadas Revolucionarias de Colombia (FARC).
Debido a la importancia de tener una carretera que permita atravesar el país y poder acceder de Ecuador a Venezuela sin necesidad de subir la cordillera. El Gobierno Nacional ha empezado a realizar proyectos para pavimentar, mejorar y construir las vías que se requieran para lograrlo. El Instituto Nacional de Vías, a través del Programa de Corredores Arteriales Complementarios de Competitividad ha empezado la pavimentación y mejoramiento de la Ruta entre San Juan de Arama y La Uribe. Así mismo se tiene planeado Unir los municipios de la La Uribe y el municipio de Colombia en el Huila para construir un nuevo acceso entre los llanos y el interior del país.

## Tramos
| Tramo | Inicio      | Final                   |
| ----- | ----------- | ----------------------- |
| 01*   | Sin Definir | Sin Definir             |
| 02**  | La Uribe    | Ye de Granada (Granada) |
| 03*** | Derogada    | Derogada                |

 *El tramo 01 de la Ruta 65A se establecieron en la Resolución 3700 del 8 de junio de 1995. Con la Resolución 339 de 1999 estos tramos fue eliminado de la Ruta 65A

 **El tramo 02 en la Resolución 3700 de 1995 no estaba definido. En la Resolución 339 de 1999 se modificó el tramo estableciendo el tramo actual.

 ***El tramo 03 en la Resolución 3700 de 1995 estaba definido desde Jardín de las Peñas hasta la Ye de Granada. En la Resolución 339 de 1999 este tramo pasó a ser el 02 y fue eliminado el tramo 03.

## Detalles de la ruta

### Tramo 01
El Tramo 01 de la Ruta 65A no está definido. Posiblemente vaya desde el Municipio de San Vicente del Caguán o del corregimiento de Mina Blanca y atraviese la Cordillera de los Picachos. Hasta La Uribe. Aunque existen carreteables entre La Uribe y San Vicente del Caguán no hay puentes ni conexiones que permitan unir la ruta.

### Tramo 02

#### Lugares que atraviesa
- La Uribe
- Jardín de las Peñas (Mesetas)
- Mesetas
- Puerto Caldas (Granada)
- Ye de Granada (Granada)